# Хайдаралиев, Рустам Назарович
Рустам Назарович Хайдаралиев (21 апреля 1971) — советский и таджикский футболист, играл на позициях защитника и полузащитника.

## Биография
Клубную карьеру начинал в «Металлурге» из Турсун-Заде.
С 1992 по 1994 играл в полтавской «Ворскле». Позже играл в других украинских командах: «Горняк» из Комсомольска и в макеевском «Шахтёре».
В сезоне 1996 года выступал за нижегородский «Локомотив». С 1997 года по 1998 выступал за «Торпедо» из Арзамаса. В 1999 году перебрался в ульяновскую «Волгу». В том же году играл за «Варзоб».
В 2000 году переехал в Казахстан где играл за «Шахтёр-Испат-Кармет». Следующий сезон начал в «Актобе-Ленто», а затем два сезона играл в «Таразе».
В середине 2000-х годов вернулся на родину, где выступал за душанбинскую «Химу». В 2007 году завершил карьеру игрока.

## Достижения
- Чемпион Таджикистана: 1999
- Серебряный призёр чемпионата Таджикистана: 1992, 2006
- Обладатель Кубка Таджикистана: 1999
- Финалист Кубка Таджикистана: 1992, 2006, 2007